# Gavi (Piëmont)

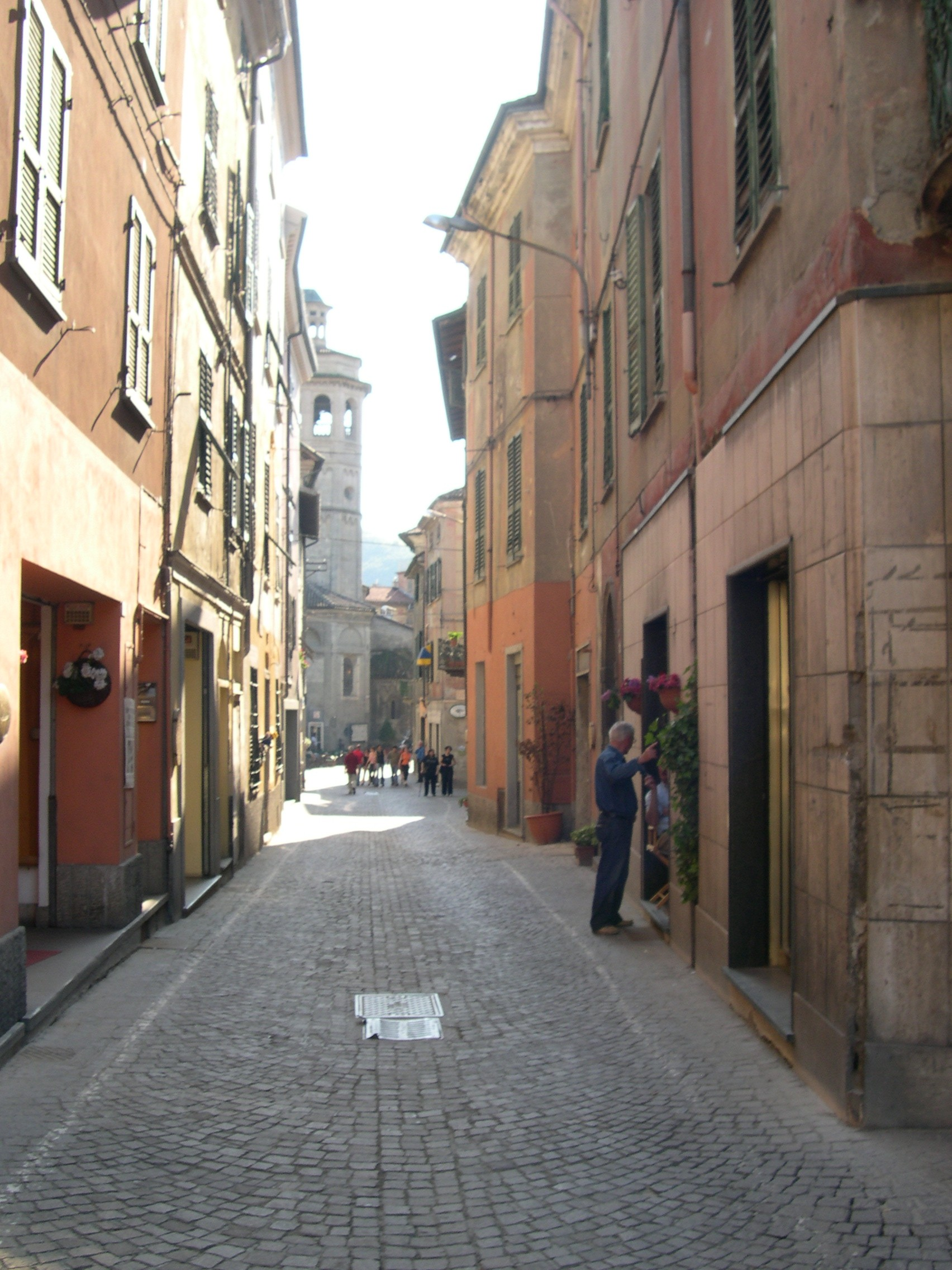
Een straat in Gavi

Gavi is een gemeente in de Italiaanse provincie Alessandria (regio Piëmont) en telt 4557 inwoners (31-12-2004). De oppervlakte bedraagt 50,9 km², de bevolkingsdichtheid is 90 inwoners per km².
De volgende frazioni maken deel uit van de gemeente: Rovereto, Monterotondo, Alice, Pratolungo, Sottovalle.

## Demografie
Gavi telt ongeveer 2034 huishoudens. Het aantal inwoners daalde in de periode 1991-2001 met 1,4% volgens cijfers uit de tienjaarlijkse volkstellingen van ISTAT.
| Jaar | Inwoneraantal |
| ---- | ------------- |
| 1991 | 4569          |
| 2001 | 4506          |

## Geografie
De gemeente ligt op ongeveer 233 m boven zeeniveau.
Gavi grenst aan de volgende gemeenten: Arquata Scrivia, Bosio, Carrosio, Francavilla Bisio, Isola del Cantone (GE), Novi Ligure, Parodi Ligure, San Cristoforo, Serravalle Scrivia, Tassarolo, Voltaggio.

## Wijn
Gavi ligt in de DOCG regio van Cortese di Gavi. De Cortese di Gavi die in de gemeente Gavi geproduceerd wordt mag het label "Gavi di Gavi" dragen.

## Geboren
- Andrea Carrea (1924-2013), wielrenner